# Mistrzostwa Polski Par Klubowych na Żużlu 2019
Mistrzostwa Polski Par Klubowych na Żużlu 2019 – zawody żużlowe, mające na celu wyłonienie medalistów mistrzostw Polski par klubowych w sezonie 2019. 
W zawodach wystąpiły: para organizatora zawodów oraz pary klubów, które w poprzednim sezonie zajęły: 
- pierwsze 5. miejsc w rozgrywkach drużynowych mistrzostw Polski,
- pierwsze miejsce w rozgrywkach Nice 1. Ligi Żużlowej (Arged Malesa TŻ Ostrovia Ostrów Wlkp. zastąpiła Speed Car Motor Lublin).

Finał rozegrano w Bydgoszczy, w którym zwyciężyli po raz 9 zawodnicy Fogo Unii Leszno.

## Finał
- Bydgoszcz, 11 maja 2019
- Sędzia: Krzysztof Meyze
- Widzów: 2 000

| Miejsce | Kluby                                        | Suma | Zawodnicy                                                                  | Punkty                                          |
| ------- | -------------------------------------------- | ---- | -------------------------------------------------------------------------- | ----------------------------------------------- |
| 1       | Fogo Unia Leszno                             | 27   | 7. Piotr Pawlicki 8. Jarosław Hampel 18. brak zawodnika                    | 11 (1,3,d,2,3,2) 16 (3,2,3,3,2,3) –             |
| 2       | truly.work Stal Gorzów Wielkopolski          | 23   | 1. Bartosz Zmarzlik 2. Szymon Woźniak 15. Rafał Karczmarz                  | 14 (3,1,3,3,3,1) 9 (0,3,2,2,2,0) ns             |
| 3       | ZOOleszcz Polonia Bydgoszcz                  | 19   | 3. Kamil Brzozowski 4. Josh Grajczonek 16. Tomasz Orwat                    | 9 (2,0,1,1,2,3) 10 (1,2,2,3,1,1) ns             |
| 4       | forBet Włókniarz Częstochowa                 | 18   | 5. Paweł Przedpełski 6. Damian Dróżdż 18. brak zawodnika                   | 12 (2,1,1,3,3,2) 6 (0,3,0,2,1,0) –              |
| 5       | Arged Malesa TŻ Ostrovia Ostrów Wielkopolski | 16   | 9. Grzegorz Walasek 10. Tomasz Gapiński 19. Kamil Nowacki                  | 9 (3,0,2,d,1,3) 7 (2,1,1,2,0,1) ns              |
| 6       | Get Well Toruń                               | 15   | 13. Norbert Kościuch 14. Igor Kopeć-Sobczyński 21. Maksymilian Bogdanowicz | 9 (2,–,3,0,2,2) 4 (0,3,–,1,0,–) 2 (–,2,0,–,–,0) |
| 7       | Betard Sparta Wrocław                        | 7    | 11. Maksym Drabik 12. Jakub Jamróg 20. Przemysław Liszka                   | 1 (1,w,–,–,–,–) 0 (0,w,w,w,w,w) 6 (–,–,1,1,3,1) |

Bieg po biegu:
1. Zmarzlik, Brzozowski, Grajczonek, Woźniak 3:3
2. Hampel, Przedpełski, Pawlicki, Dróżdż 2:4
3. Walasek, Gapiński, Drabik, Jamróg 5:1
4. Woźniak, Kościuch, Zmarzlik, Kopeć Sobczyński 2:4
5. Dróżdż, Grajczonek, Przedpełski, Brzozowski 2:4
6. Pawlicki, Hampel, Gapiński, Walasek 5:1
7. Kopeć-Sobczyński, Bogdanowicz, Drabik (w), Jamróg (w) 5:0
8. Zmarzlik, Woźniak, Przedpełski, Dróżdż 5:1
9. Hampel, Grajczonek, Brzozowski, Pawlicki (d) 3:3
10. Kościuch, Walasek, Gapiński, Bogdanowicz 3:3
11. Zmarzlik, Woźniak, Liszka, Jamróg (w) 1:5
12. Grajczonek, Gapiński, Brzozowski, Gapiński (w) 4:2
13. Przedpełski, Dróżdż, Liszka, Jamróg (w) 5:1
14. Hampel, Pawlicki, Kopeć-Sobczyński, Kościuch 1:5
15. Zmarzlik, Woźniak, Walasek, Gapiński 5:1
16. Liszka, Brzozowski, Grajczonek, Jamróg (w) 3:3
17. Przedpełski, Kościuch, Dródż, Kopeć-Sobczyński 4:2
18. Pawlicki, Hampel, Zmarzlik, Woźniak 5:1
19. Brzozowski, Kościuch, Grajczonek, Bogdanowicz 4:2
20. Walasek, Przedpełski, Gapiński, Drózdż 4:2
21. Hampel, Pawlicki, Liszka, Jamróg (w) 1:5